# ソウル中部警察署
ソウル中部警察署（ソウルチュンブけいさつしょ）は、ソウル地方警察庁所管の警察署である。

## 管轄区域
- 中区（ソウル南大門警察署管轄区域を除く）

## 沿革
- 1907年 - 本町警察署として創設
- 1947年2月1日 -  中部警察署に名称変更
- 1959年11月25日 - 南大門警察署開所に伴い一部派出所を移管。
- 2001年12月27日 - ソウル中部警察署に名称変更
- 2006年3月1日 - ソウル城東警察署から6派出所を編入。

## 組織
- 署長（総警）
- 聴聞監査官
  - 聴聞監査官室
- 警務課
  - 警務係
  - 経理係
  - 情報通信係
- 生活安全課
- 捜査課
  - 捜査支援チーム
  - 捜査チーム
  - 知能犯罪捜査チーム
- 刑事課
  - 刑事支援チーム
  - 刑事チーム
  - 強力チーム
  - 行方不明の捜査チーム
- 交通課
  - 交通事故調査係
  - 交通安全係
- 警備課
- 情報課
  - 情報1係
  - 情報2係
- 保安課
  - 保安係
  - 外事係

## 管轄地区隊
- 乙支地区隊
- 光熙地区隊
- 薬水地区隊

## 管轄派出所
- 新堂派出所
- 奨忠派出所
- 忠武派出所
- 乙支路3街派出所